# Rodolfo Boselli
Rodolfo Boselli (Modena, 21 maggio 1887 – Derna, 3 marzo 1912) è stato un militare italiano, che fu decorato con medaglia d'oro al valor militare alla memoria nel corso della guerra italo-turca.

## Biografia
Nacque all’interno di una famiglia patrizia piacentina di antiche tradizioni militari, figlio di Cataldo e Ines Boselli e fratello di Livio Boselli (deceduto anch'egli in azione di guerra il 29 agosto 1916 sul monte Forame).
Arruolatosi nel Regio Esercito fu ammesso a frequentare la Regia Accademia Militare di Artiglieria e Genio di Torino, da cui uscì con il grado di sottotenente nell'agosto 1907, assegnato all'artiglieria. Dopo aver completato gli studi presso la Scuola d'applicazione d'Arma fu promosso tenente ed assegnato al 23º Reggimento artiglieria da campagna. Dopo essersi preparato per frequentare la Scuola di guerra dell'esercito fu assegnato alla 12ª Batteria del 1º Reggimento artiglieria da montagna. Il 23 gennaio 1912 partì in nave da Napoli per raggiungere Derna, in Libia, dove si stava combattendo la guerra con i turchi.
Assegnato alle fortificazioni della città, alle 7:00 del 3 marzo erano appena iniziati i lavori quotidiani presso la Ridotta "Lombardia" quando iniziò l'attacco dei turco-arabi, preceduto da un intenso fuoco di fucileria. Ai primi attaccanti se ne aggiunsero numerosi altri appoggiati dal fuoco dell’artiglieria, e alle 11:00 il combattimento si fece intensissimo, estendendosi a tutto l’altopiano. Al comando di una sezione della 3ª Batteria posizionò i suoi pezzi allo scoperto, iniziando un fuoco di controbatteria molto celere, arrivando a sparare a mitraglia quando gli attaccanti furono arrivati sulla linea dei cannoni. Rimasto ferito, rifiutò di essere curato, sostituendo i serventi caduti, e una volta che fu arrivata l’altra sezione, al comando del capitano D'Angelo, assunse il comando della batteria. Continuò a dirigere l’azione anche quando fu ferito per la seconda volta al ginocchio, rifiutandosi di andare nelle retrovie. Colpito mortalmente da un'ennesima scarica di fucileria mentre i cannoni sparavano ad alzo zero, fu trasportato all'ospedale da campo dove decedette accanto ai pezzi che aveva così brillantemente difeso. Per onorarne la memoria fu decretata la concessione della medaglia d'oro al valor militare, concessa anche al capitano Michele D'Angelo.

### Annotazioni
1. ↑  D'Angelo era andato personalmente a controllare il consumo delle munizioni della sezione di Boselli, che riteneva troppo intenso.

### Fonti
1. 1 2 3 4 5 6 7 8  Bianchi, Cattaneo 2011, p. 84.
2. ↑   Bollettino ufficiale delle nomine, promozioni e destinazioni negli uffiziali dell'esercito italiano e nel personale dell'amministrazione militare 1917, su google.it.
3. ↑  Bianchi, Cattaneo 2011, p. 87.
4. 1 2 3 4 5 6  Bianchi, Cattaneo 2011, p. 85.
5. ↑  Bianchi, Cattaneo 2011, p. 86.
6. ↑  Bollettino Ufficiale 1912, pag.1022.